# Бахметьево (Богородицкий район)
Бахме́тьево — село в Богородицком районе Тульской области России. 
В рамках административно-территориального устройства является центром Бахметьевского сельского округа Богородицкого района, в рамках организации местного самоуправления является административным центром сельского поселения Бахметьевское.

## География
Расположено в 22 км к юго-востоку от города Богородицка.

## История
Село было основано в 1670-х годах и носило название Пречистенское.
В XVIII веке для села много делал местный помещик губернский прокурор Семён Евтропович Молчанов.
Его стараниями в 1766 году был построен пятикупольный каменный храм Владимирской иконы Богоматери с колокольней и двумя приделами (Архистратига Михаила и Всех Святых).
Молчанов также пожертвовал храму серебряный напрестольный крест с мощами святых и частицей гроба Господня, который почитался главной реликвией церкви.
Придел Всех Святых по каким-то причинам со временем был ликвидирован. В 1822—1849 годах придел архангела Михаила был передан приходу села Гагарино, церковь которого сгорела. В конце XIX века церковь была отремонтирована, в 1885 году был обновлён иконостас центрального придела, в 1890 году был обновлён иконостас придела Архистратига Михаила.
В XIX веке в Бахметьево проживали Болотовы — наследники Андрея Тимофеевича Болотова, который много сделал для Тульской губернии.
Здесь 9 (21) марта 1837 года родился Дмитрий Болотов — первый правнук учёного, который впоследствии стал художником, монахом и иконописцем.
По состоянию на 1916 год причт храма состоял из священника и двух псаломщиков.
Приход охватывал село Бахметьево и деревни Барыковка, Колбово и Комари, количество населения составляло 2641 человек.
Церковь была закрыта в 1920-х годах, а её помещение было реквизировано под нужды колхоза.
В 1930-х годах была снесена колокольня, в 1978 году было взорвано здание храма. В 2014 году усилиями местных жителей в селе был построен новый деревянный храм во имя Владимирской иконы Божией Матери.

## Население
| 2002 | 2010 |
| ---- | ---- |
| 508  | ↘418 |

## Инфраструктура
В селе есть сельская футбольная команда, которая успешно выступает на районном уровне.
В 2013 году Бахметьево было полностью газифицировано.